# Agrostis limitanea
Agrostis limitanea é uma espécie de gramínea do gênero Agrostis, pertencente à família Poaceae.